# موسيقى أبطال الديجيتال (الجزء الأول)

الموسيقي الياباني الراحل تاكانوري أريساوا مُلحن الموسيقى التصويريّة.

اُستخدمت أغنيّة باتر-فلاي (بالإنجليزية: Butter-Fly)‏ كشارة بدايّة، وفي حين وُضعت أغنية آي وش (بالإنجليزية: I wish)‏ كشارة نهاية من الحلقة الأولى وحتى الحلقة السادسة والعشرين، أما من الحلقة السابعة والعشرين وحتى نهاية السلسلة فقد وُضعت أغنية كيب أون (بالإنجليزية: Keep on)‏، ضمّت السلسلة أغنيّتين تصويريتيّن وهُما سيفين (بالإنجليزية: Seven)‏ وبريف هارت (بالإنجليزية: Brave Heart)‏ وضمّت أكثر من 45 موسيقى تصويريّة كانت جميعها من ألحان المُلحن الياباني الراحل تاكانوري أريساوا بإستثناء عدد قليل من المعزوفات المُقتبسة. وفي النسخة العربية، قام مركز الزهرة الذي اشتري حقوق المُسلسل بتغيير كلمات الأغنية باتر-فلاي (أغنية شارة البداية في الإصدار الأصلي) مع الاستعانة بألحانها وجعلها كأغنيةٍ لشارة البداية والنهاية. أصدرت كذلك عدة أغاني خارجيّة من غناء الشخصيّات الرئيسيّة عن طريق أقراص مُدمجة ضمّت كذلك مجموعة من تشكيلات الأغاني والموسيقى التصويرية. فقد أصدرت ستة أقراص مُدمجة من يوليو عام 1999 وحتى مايو عام 2000.

## الإصدار الياباني

### شارة البداية
باتر فلاي (جميع الحلقات)
- غناء: كوجي وادا
- ألحان: هيدنوري تشيواتا
- كتابة الكلمات: هيدنوري تشيواتا

| النص الاصلي | الترجمة العربية |
| --- | --- |
| ゴキゲンな蝶になって きらめく風に乗って 今すぐ キミに会いに行こう 余計な事なんて 忘れた方がマシさ これ以上 シャレてる時間はない 何が WOW WOW～ この空に届くのだろう だけど WOW WOW～ 明日の予定もわからない 無限大な夢のあとの 何もない世の中じゃ そうさ愛しい 想いも負けそうになるけど Stayしがちなイメージだらけの 頼りない翼でも きっと飛べるさ On My Love | سوف أصبح فراشة سعيدة وأركب على الرياح المتألقة وسأتي لرؤيتك في الحال أنه لمن الأفضل نسيان الأشياء الغير ضرورية لم يتبقى وقت للتحامق ما الذي تعنيه ووو ووو؟ أتساءل إن كنت سأصل إلى السماء لكن ووو ووو، أنا حتى لا أعرف ما هي خططي للغد بعد حلم لا نهائي، في هذا العالم من العدم كما أن لو حلمنا الغالي سوف يُفقد مع هذه الأجنحة العديمة الثقة، المغطاة بالصور التي تميل للبقاء أنا متأكد بأننا نستطيع الطيران، بحبي |

### شارة النهاية
آي وش (من الحلقة 1 إلى الحلقة 26)
- غناء: أي مايدا
- ألحان: يوشيهيسا شيراكاوا
- الكلمات: توككو ميورا

كيب أون (من الحلقة 27 إلى الحلقة 54)
- غناء: أي مايدا
- ألحان: ناوتو كيني

## النسخة العربية

طارق العربي طرقان كاتب كلمات شارة المُسلسل.

اًستخدِمت أغنيةً واحدة كشارة بداية ونهايّة وهي نفس ألحان أغنيّة باتر-فلاي المُستخدمة في شارة البداية بالإصدار الياباني، وقام بتأليف الكلمات المُلحن والموسيقي السوري طارق العربي طرقان، كما قام أيضاً بالغناء بجانب المُطربة السوريّة سونيا بيطار. وليس لكلمات الأغنيّة العربيّة اسمٌ محدد.
شارة البداية والنهاية
- الكلمات :
  - طارق العربي طرقان
- الغناء :
  - سونيا بيطار
  - طارق العربي طرقان

| كلمات الأغنية |
| --- |
| فـي فـــخٍ غـريــبٍ وقـعـنـا .. في عالم الأرقام ضعنا كيف الخروج؟ كيف الخروج؟ .. من أين الطريق؟ عالم غريب المعالم .. نواجه الأخطار نقاوم نلقى عدواً ونُقابل ألف صديق لا لا لا وو وو وو وو نحن في وجه المخاطر لا لا لا وو وو وو وو نحتفظ بهدوء أعصابنا نغامر نعلم أنّا لن يعيدنا الأمل .. من عالم الديجيتال بل العمل معاً يداً بيد .. بحثاً عن الطريق هيّا نعلم أنّا لن يعيدنا الأمل .. من عالم الديجيتال بل العمل معاً أبــطــال الــديــجــيــتــال |

الأغاني الأخرى
ما عدا شارة البداية والنهاية فقد عرضت أغنيّة واحدة إضافيّة في المُسلسل باللغة العربيّة، هذه الأغنيّة ظهرت في الحلقة الخامسة والعشرين، حينما غنّت ميّ (ميمي) من أجل إيقاظ حاكم القلعة النائم، قامت الفنانة السوريّة سمر كوكش بغناء الأغنيّة وقام الفنان السوري طارق العربي طرقان بتأليف كلمات الأغنيّة.

## الأغاني والموسيقى التصويرية

### الأغاني التصويرية
يُقصد بالأغاني التصويرية هي المادة المسموعة من صوت غناء مُصاحبةً بموسيقى في المُسلسل، ولا تشمل الأغاني التصويريّة شارات البدايّة والنهايّة.
- بريف هارت
  - الغناء: أيومي ميازاكي
  - الكلمات: ساشيكو أوموري
  - الألحان والترتيب: ميتشيهيكو أوتا
- سيفين
  - الغناء: كوجي وادا
  - الكلمات والألحان: كوهيه كوياما
  - الترتيب: تشير واتانابي

### الموسيقى التصويرية
| الرقم | الاسم                                           | الملحن                           | ملاحظات                                                                                 | مقطع فيديو |
| ----- | ----------------------------------------------- | -------------------------------- | --------------------------------------------------------------------------------------- | ---------- |
| 1     | "Avant" [آفانت]                                 | تاكانوري أريساوا                 | ظهرت هذه المعزوفة في أول حلقة.                                                          | يوتيوب     |
| 2     | "Subtitle" [العنوان]                            | تاكانوري أريساوا                 | ظهرت هذه المعزوفة في إفتتاحية الحلقات.                                                  | يوتيوب     |
| 3     | "Bokutachi, Digimon" [نحن، ديجيمون]             | تاكانوري أريساوا                 | ظهرت هذه الموسيقى لحظة تعارف الأولاد بمُرافقيهم.                                         | يوتيوب     |
| 4     | "Bokura wa Itsumo" [نحن دائماً]                  | تاكانوري أريساوا                 | تظهر المعزوفة في المطارات الكوميدية.                                                    | يوتيوب     |
| 5     | "Iya na Yokan" [الهاجس السيء]                   | تاكانوري أريساوا                 | موسيقى تظهر عند المواقف الاستكشافية.                                                    | يوتيوب     |
| 6     | "Ijou Jitai Hassei" [الوضع الاستثنائي]          | تاكانوري أريساوا                 | موسيقى تظهر عند المواقف المُضطربة.                                                       | يوتيوب     |
| 7     | "Hirogaru Fuan" [الخوف الواسع]                  | تاكانوري أريساوا                 | موسيقى تظهر عند المواقف المُضطربة.                                                       | يوتيوب     |
| 8     | "Kyoufu no Ashiato" [خطوات مخيفة]               | تاكانوري أريساوا                 | موسيقى تظهر عند المواقف المُضطربة.                                                       | يوتيوب     |
| 9     | "Kuroi Inbou" [مكائد الظلام]                    | تاكانوري أريساوا                 | موسيقى تظهر عند المواقف المُضطربة.                                                       | يوتيوب     |
| 10    | "Eyecatch" [آيكاتش]                             | تاكانوري أريساوا                 | تظهر هذه المعزوفة في الفواصل في مُنتصف الحلقات (لا توجد هذه الفواصل في الدبلجة العربية). | يوتيوب     |
| 11    | "Aku no Theme" [موضوع الشر]                     | تاكانوري أريساوا                 | تظهر الموسيقى عند المواقف المضطربة وظهور الأشرار.                                       | يوتيوب     |
| 12    | "Kanashimi" [حزن]                               | تاكانوري أريساوا                 | تظهر الموسيقى عند المواقف المحزنة وخاصة عند موت الشخصيات الطيّبة.                        | يوتيوب     |
| 13    | "Aku no Shutsugen" [ظهور الشر]                  | تاكانوري أريساوا                 | تظهر الموسيقى عند المواجهات الخطرة.                                                     | يوتيوب     |
| 14    | "Taiketsu" [المواجهة]                           | تاكانوري أريساوا                 | تظهر الموسيقى عند المواجهات الخطرة.                                                     | يوتيوب     |
| 15    | "Zetsubou" [يأس]                                | تاكانوري أريساوا                 | تظهر الموسيقى عند اللحظات الصعبة جداً.                                                   | يوتيوب     |
| 16    | ".. Shuugeki! Soshite" [هاجم! و ..]             | تاكانوري أريساوا                 | تظهر الموسيقى في لحظة المطاردات.                                                        | يوتيوب     |
| 17    | "Shitou" [صراع يائس]                            | تاكانوري أريساوا                 | تظهر الموسيقى في المواقف الصعبة جدًا.                                                    | يوتيوب     |
| 18    | "Zen" [النصر]                                   | تاكانوري أريساوا                 | تظهر الموسيقى في اللحظات العاطفية الجياشة.                                              | يوتيوب     |
| 19    | "Tomodachi" [الصداقة]                           | تاكانوري أريساوا                 | ظهرت الموسيقى عند وداع الأولاد لمُرافقيهم في آخر حلقة.                                   | يوتيوب     |
| 20    | "Happy End" [النهاية السعيدة]                   | تاكانوري أريساوا                 | تظهر الموسيقى في اللحظات الأخيرة للمسلسل.                                               | يوتيوب     |
| 21    | "Yokoku" [استعراض]                              | تاكانوري أريساوا تشيواتا هيدنوري | مُقتبسة من الشارات، ظهرت في الحلقة الاخيرة.                                              | يوتيوب     |
| 22    | "Saa, Hashiridasou" [حسناً، فلنبدأ نجري]         | تاكانوري أريساوا                 |                                                                                         | يوتيوب     |
| 23    | "Achiki, Etemon" [أنا! إيتيمون]                 | تاكانوري أريساوا                 | إحدى معزوفات قردون (إيتيمون).                                                           | يوتيوب     |
| 24    | "Love Serenade ~Etemon~ " [ألحان المحبة]        | تاكانوري أريساوا                 | إحدى معزوفات قردون (إيتيمون).                                                           | يوتيوب     |
| 25    | "Wonderland" [عجائب]                            | تاكانوري أريساوا                 | موسيقى هادئة.                                                                           | يوتيوب     |
| 26    | "Yuugure" [مسائية]                              | تاكانوري أريساوا                 | تظهر الموسيقى في المواقف المحزنة.                                                       | يوتيوب     |
| 27    | "Kuroi Kage" [ظل أسود]                          | تاكانوري أريساوا                 | تظهر الموسيقى في المواقف المضطربة.                                                      | يوتيوب     |
| 28    | "Hashiru Senritsu" [ركض الارهاب]                | تاكانوري أريساوا                 | تظهر في المواقف المضطربة والغامضة.                                                      | يوتيوب     |
| 29    | "Tatakai no Toki" [وقت القتال]                  | تاكانوري أريساوا                 | تظهر الموسيقى في المواقف المضطربة.                                                      | يوتيوب     |
| 30    | "Namida no Yukue" [أين الدموع]                  | تاكانوري أريساوا                 | تظهر الموسيقى في المواقف الصعب والحزينة.                                                | يوتيوب     |
| 31    | "Arata na Teki" [عدو جديد]                      | تاكانوري أريساوا                 | تظهر في المواقف المضطربة.                                                               | يوتيوب     |
| 32    | "Yami Kara no Mezame" [الصحوة من الظلام]        | تاكانوري أريساوا                 |                                                                                         | يوتيوب     |
| 33    | "Akumu" [كابوس]                                 | تاكانوري أريساوا                 | ظهرت لحظة عودة المستوى الاقصى للوطواط (فامديمون).                                       | يوتيوب     |
| 34    | "Teki o Yattsukero" [هاجم العدو!]               | تاكانوري أريساوا                 | ظهرت في الحلقة الأولى.                                                                  | يوتيوب     |
| 35    | "Shouri" [انتصار]                               | تاكانوري أريساوا                 | ظهرت في آخر حلقة.                                                                       | يوتيوب     |
| 36    | "Ansoku" [راحة]                                 | تاكانوري أريساوا                 |                                                                                         | يوتيوب     |
| 37    | "Bolero" [بوليرو]                               | موريس رافيل                      | مُقتبسة من العازف الفرنسي الشهير موريس رافيل.                                            | يوتيوب     |
| 38    | "Saikai" [لم الشمل]                             | تاكانوري أريساوا                 | ظهرت هذه المعزوفة عندما إلتمَّ شمل الأبطال مع المُرافقين في أول حلقة.                      | يوتيوب     |
| 39    | "Toki no Sugiyuku Mama ni" [حان وقت المغادرة]   | تاكانوري أريساوا                 | ظهرت بعد هدوء العاصفة الثلجية في الحلقة الأولى.                                         | يوتيوب     |
| 40    | "Kanshou" [إعجاب]                               | تاكانوري أريساوا                 |                                                                                         | يوتيوب     |
| 41    | "Adventurer" [مغامر]                            | تاكانوري أريساوا                 |                                                                                         | يوتيوب     |
| 42    | "Straight From The Heart " [الاستقامة من القلب] | تاكانوري أريساوا                 |                                                                                         | يوتيوب     |
| 43    | "Run With The Wind" [ركض مع الرياح]             | تاكانوري أريساوا                 | معزوفة يامن (ياماتو إيشيدا) الخاصة                                                      | يوتيوب     |
| 44    | "Digital Scratch" [شقٌ رقمي]                     | تاكانوري أريساوا                 | تظهر في اللقطات الخاصة بشادي (كوشيرو إيزومي).                                           | يوتيوب     |
| 45    | "Sweet Innocent" [براءة لطيفة]                  | تاكانوري أريساوا                 | تظهر في اللقطات الخاصة بمي (ميمي تاتشيكاوا)                                             | يوتيوب     |
| 46    | "Blue Faith" [الإيمان الأزرق]                   | تاكانوري أريساوا                 | تظهر في اللقطات الخاصة بزين (جو كيدو)                                                   | يوتيوب     |
| 47    | "Little Brightness" [البريق الصغير]             | تاكانوري أريساوا                 | تظهر في اللقطات الخاصة بوسيم (تاكيرو تاكيشي)                                            | يوتيوب     |
| 48    | "Concierto de Aranjuez" [كونشيرتو دي آرانخويث]  | خواكين رودريغو                   | مُقتبسة من الموسيقار الإسباني خواكين رودريغو.                                            | يوتيوب     |

## الأقراص المدمجة
| الرقم | الاسم                                                                                               | تاريخ الإصدار  | ملاحظات                                                                 |
| ----- | --------------------------------------------------------------------------------------------------- | -------------- | ----------------------------------------------------------------------- |
| 1     | "Digimon Adventure: Song and Music Collection Ver.1" [مغامرة الديجيمون: تشكيلة الأغاني والموسيقى 1] | 23 يوليو 1999  | ضمّت 32 من تشكيلة الأغاني والموسيقى التصويريّة وعدد من الموسيقى الأخرى.   |
| 2     | "Digimon Adventure: Single Hit Parade" [مغامرة الديجيمون: الأغاني المنفردة]                         | 22 سبتمبر 1999 | ضمّت سبعة أغاني مثل أغنيّة باتر-فلاي وبريف هارت وسيفين وغيرها.            |
| 3     | "Cute Beat Club" [فريق النصر اللطيف]                                                                | 10 ديسمبر 1999 | ضمّت عدد من الأغاني التصويريّة والموسيقى الخارجيّة.                        |
| 4     | "Digimon Adventure: Song and Music Collection Ver.2" [مغامرة الديجيمون: تشكيلة الأغاني والموسيقى 2] | 4 فبراير 2000  | ضمّت 33 أغنيّة وموسيقى تصويريّة وعدد من الموسيقى الأخرى.                   |
| 5     | "Digimon Adventure: Best Hit Parade" [مغامرة الديجيمون: أفضل الأغاني]                               | 24 مارس 2000   | ضمّت 16 من الأغاني التصويريّة والموسيقى الأخرى.                           |
| 6     | "Teki Chara Song File" [تيكي تشارا سونغ فايل]                                                       | 24 مايو 2000   | ضمّت 12 من الأغاني والموسيقى التصويرية التي تختص فقط بالمخلوقات الرقميّة. |

## الملاحظات والمراجع
الملاحظات
1. ↑  يعتبر مُصطلح آيكاتش مُصطلحًا رائجًا في اليابان، ويدل على الفواصل الإعلانية والمُقتطعات في مُنتصف المُسلسلات وخاصةً الانمي.

المراجع